# هاري إيزاكس
هاري إيزاكس (بالإنجليزية: Harry Isaacs)‏ (26 يناير 1908 – 13 سبتمبر 1961) هو ملاكم جنوب أفريقي راحل، مثّل بلاده في الألعاب الأولمبية الصيفية 1928.

## روابط خارجية
هاري إيزاكس على موقع أوليمبيديا (الإنجليزية)